# Ряжская засека
Ряжская засека — протяжённая засечная черта против крымско-ногайских набегов на Русь, начато построение в эпоху Дмитрия Ивановича Донского и в окончательном виде сложилась при Иване IV Васильевиче Грозном.
Впервые упомянута (1360), в связи с сообщением стражников пограничным воеводам о наблюдении за движениями ордынцев. Митрополит Алексий в своей грамоте на Червлёный Яр упомянул о караулах по Хопру и Дону. По описанию Ж. Маржерета, караулы несли службу следующим образом: "В степи у одиноких дубов, отстоящих друг от друга  на расстоянии 8 — 10 вёрст, находились 2 конных ратника: один устраивался на вершине дуба, другой кормил внизу осёдланных лошадей. Сторожа менялись каждые 4 дня. Заметив "на поле чернизину" или пыль вдали, ратник скакал на коне к соседнему дереву, оттуда, заметив его, сторож 2-го дуба скакал к 3-му и.т.д, до ближайшего укрепления".
В течение XV века, в среднем течении Дона, обосновалась русская казачья вольница, вызывавшая опасение у государей. В наказе великого князя Ивана III Васильевича своему чиновнику Якову Темешеву, сопровождавшему через рязанские владения кафинского (турецкого) посла к великой рязанской княгине Анне Васильевне, которая приходилась сестрой Ивану III , отмечалось: "Твоим  служилым людям, боярам и детям боярским быть всем на моей службе, а торговым людям — лучшим, средним и чёрным, быть у тебя в городе, если же кто ослушается и пойдёт на Дон, таких ты велела бы казнить, а не станешь казнить, так я велю их казнить".
С расширением границ Русского государства на юго-востоке, число сторож увеличивалось. В XVI веке насчитывалось 73 сторожи, которые подразделялись на 12 разрядов. В 12-й разряд входили три Ряжские сторожи:
1. Под большим Юрьевским лесом у Хоботова (между железнодорожной станцией Первомайский и Мичуринском).
2. В верховьях Ламовой и Ногайской дороги.
3. На Больших Рясах и дороге из Ряжска к устью реки Воронеж.

В оборонительной системе Русского государства XVI — XVII веков — Большой засечной черте — сторожевая крепость Ряжск и Ряжская засека имела важное значение для защиты его южных границ от набегов и вторжений крымских и ногайских татар.
Ряжская засека сформировалась (около 1566) и состояла из трёх засек: Липской, Пустотинской и Рановской.
- Липская засека — в XVII веке шла от реки Пара вблизи селений: Желудёво, Булатово, Константиновское, Засыпкино, Сосыкино, Летнино, Заполье, Задубровье, Пирожково, Новосёлки, Встречала реки: Песочня, Михеевская, Березовка, Славось, Лунть, Мостья. По современному состоянию Липская засека шла от Сапожка до устья реки Пара.
- Пустотинская засека — шла от реки Мостья вблизи селений: Троицкое, Демьяново, Ключ, Пустотино, Лучинское, Ухорское, Жерновищи, Чигасова. Лесунова, Жирная, Курбатово, Пехлец. Встречала реки: Городня, Лаоста, Кипча, Шивец. По современному состоянию Пустотинская засека шла через Ряжск, селения: Чернава (Ряжский район), Щурово, Покровское (Ухольский район) до города Сапожок.
- Рановская засека —  шла от реки Божья Вода вблизи селений: Петровская слобода, Дмитровский монастырь, Скопинское городище, Вослебово, Вердерево, Поплевино, Шелимишево, Ногайское, Федосово, Желтухино, Бураково, Кувшиново, Алехово. Корневое, Чулково, Городецкое, Булыгино, Ованово, Чирково. Слобода Подвислая, Княжее, Бостынь, Хомуцкое, Бастыльское, Щурово, Кучково, Фофонова слобода, Городенская слобода, Ряжское, Ямское поле. Встречала реки: Ранова, Чернавка, Верда, озеро Чёрное, озеро Пятницкое, Хвощёвка, Луковский враг, Песоченка, Тьяна, Вострик. По современному состоянию Рановская засека начиналаль у села Лопатино, проходила через Скопин, сёла Городецкое и Шелемишево (сов. Скопинский район) и заканчивалась в 5 километрах южнее Ряжска (посёлок Свет).

Ряжская засека — состояла из естественных препятствий местности — рек, озёр, болот, оврагов и леса, где заграждения устраивавшееся из деревьев диаметром от 15 сантиметров и более, поваленных крест-накрест вершинами в сторону ожидаемого противника. Лес, где проходили засеки, назывался "заповедным" и законом было запрещено рубить его или прокладывать самовольно через него дороги и тропы. Незащищённые промежутки дополнялись искусственными сооружениями: частоколами, надолбами, земляными валами, рвами, забивкой кольев в реки. брёвнами с деревянными шипами. Засека делилась на мелкие звенья для надзора и охраны, границы звеньев обозначались местными приметами: пнями, отметками на деревьях и.т.д.
В местах пропуска населения через Ряжскую засеку у больших дорог сооружались проходы — "ворота" с башнями, подъёмными мостами, острогами и частоколами.
Оборона Ряжской засеки было возложена на пограничную засечную стражу. набиравшуюся из местных жителей (по 1 человеку от 20 дворов). Засеки охранялись отрядами, высылавшими сторожей, которые наблюдали за обширным районом перед засечной чертой. Ведали засекой: воевода, голова, засечные приказчики. В их подчинении были поместные и приписные сторожи. Предписывалось: "быти с великим сбережением, неотложно и сторожи (караулы) держать в день и ночь на высоких деревьях и для ясаку по деревням держать кузова с берестой и смольем зажигать, чтоб воинские люди к засеке безвестно не пришли и дурно какого не учинили".